# Masters (gruppo musicale)
I Masters sono un gruppo musicale polacco di genere disco polo - un genere di musica elettronica sviluppatosi in Polonia in particolare negli anni Novanta - e la dance.

## Storia
Il gruppo nasce nel 2007, a Zambrów. Gli attuali membri del gruppo sono due: Paweł Jasionowski e Paweł Janas. Il fondatore, leader ed autore della maggior parte dei brani musicali è Paweł Jasionowski (nato l'11 ottobre 1991).
Le canzoni più famose della band sono: Żono moja, Bella, Mazureczka e Szukam dziewczyny. Inoltre i Masters hanno collaborato a composizioni come: Jestem królem disco, Pijemy twoje zdrowie, Serce do koperty, Słodka jak miód, Schody do nieba e Poszukaj szczęścia.

## Premi e riconoscimenti
Il 4 luglio del 2014, durante il primo festival polacco "Polo TV Hit" tenutosi a Szczecinek, la band ha ricevuto un disco di platino per la vendita di oltre 30 000 copie dell'album intitolato Viva Polonia.
Dal 4 marzo al 6 maggio del 2017 Paweł Jasionowski ha partecipato alla settima edizione del programma Twoja twarz brzmi znajomo, trasmesso sul canale televisivo polacco Polsat TV.
Infine è arrivato quinto ed ha ricevuto un assegno di 10.000 złoty (circa 2500 euro) per la sua sesta vittoria, che ha deciso di donare ad Ania Kurpiewska della fondazione per i bambini "Zdążyć z pomocą".

## Discografia

### Album
- 2008 Nowy ja
- 2008 Żono moja... i inne przeboje
- 2010 Namaluję na niebie
- 2012 Viva Polonia
- 2014 Masters
- 2016 Tylko muzyka

### Singoli
- 2015 Karuzela mego życia
- 2016 Kiedy światła gasną
- 2016 Ja i ona